# Juan Francisco Martel
Juan Francisco Martel Rivero es un juez canario. Desde el 26 de marzo de 2006, trabaja como magistrado de la Sección Cuarta de la Sala de lo Penal de la Audiencia Nacional.

## Biografía
El 22 de febrero de 2006, la Comisión Permanente del Consejo General del Poder Judicial acordó nombrarle magistrado de la Sala de lo Penal de la Audiencia Nacional, debiendo cesar de su destino anterior en la Audiencia Provincial de Madrid el 25 de marzo de 2006.

### Audiencia Nacional
Tomó posesión de su nuevo destino en la Sección Cuarta de lo Penal de la Audiencia Nacional el 25 de marzo de 2006.

#### Caso Alcaraz contra Zapatero
El 16 de marzo de 2009, los magistrados de la Audiencia Nacional Ángela Murillo, Carmen Paloma González y Juan Francisco Martel absolvieron del delito de injurias a Francisco José Alcaraz, expresidente de la Asociación Víctimas del Terrorismo, tras acusar al presidente del gobierno José Luis Rodríguez Zapatero de ser "cómplice de ETA", de "preparar comunicados de la banda" y de "permitir y fomentar" su chantaje.

#### Caso de Gaza
Víctimas de los ataques de Israel a la franja de Gaza durante la segunda intifada habían puesto una demanda para que se investigasen las violaciones del derecho internacional de Israel. El juez instructor del caso era Fernando Andreu, que veía presuntos delitos de crímenes de guerra en siete militares israelíes. El pleno de la Aundiencia Nacional dictó un auto solicitando el archivo de la causa el 30 de junio de 2009. El ponente del auto fue Juan Francisco Martel, que fue apoyado por Javier Gómez Bermúdez, Alfonso Guevara Marcos, Fernando García Nicolás, Ángela María Murillo Bordallo, Guillermo Ruiz Polanco, Ángel Hurtado Adrián, Teresa Palacios Criado, Carmen Paloma González Pastor, Ángeles Barreiro Avellaneda, Javier Martínez Lázaro, Julio de Diego López, Nicolás Poveda Peñas y Enrique López López. Contó con los votos particulares contrarios de Manuela Fernández Prado, José Ricardo de Prada, Clara Eugenia Bayarri García y Ramón Sáez Varcárcel.

#### Caso Gürtel
El 30 de octubre de 2015, se aceptó la recusación de los magistrados de la Audiencia Nacional Concepción Espejel y Enrique López como miembros del tribunal que debería juzgar el caso Gürtel, por su cercanía al Partido Popular. En ambos casos, con el voto en contra de Martel.

#### Caso César Strawberry
Por unos tuits, César Strawberry había sido acusado por la fiscalía de enaltecimiento del terrorismo, vejación a las víctimas del terrorismo e injurias a la corona. El juez José de la Mata había archivado la causa, pero la fiscalía recurrió y, el 10 de diciembre de 2015, la Sala de lo Penal –formada por Juan Francisco Martel, Ángela Murillo y Teresa Palacios– ordenó efectuar el juicio pero por discurso del odio por sus tuits sobre Carrero Blanco, Ortega Lara, Eduardo Madina, Miguel Ángel Blanco, Esperanza Aguirre, Franco, Serrano Suñer, Arias Navarro, Manuel Fraga y Blas Piñar.

#### Caso Cassandra
A raíz de una de las redadas de la Operación Araña del Servicio de Información de la Guardia Civil, se denunció a la tuitera Cassandra Vera de injurias a las víctimas del terrorismo por unos chistes en Twitter sobre el atentado al jefe de gobierno de la dictadura franquista Carrero Blanco. El 29 de marzo de 2017, la tuitera fue condenada por Audiencia Nacional, al considerar que los 13 tuits publicados entre 2013 y 2016 constituían desprecio, deshonra y burla a las víctimas del terrorismo y a sus familias. Cassandra recibió apoyos en defensa de la libertad de expresión; entre ellos, una carta de una nieta de Carrero Blanco. No obstante, el tribunal, formado por Martel Rivero –ponente–, Teresa Palacios y Carmen Paloma González, le impuso un año de prisión y siete años de inhabilitación absoluta por humillación a las víctimas y enaltecimiento del terrorismo. El fiscal Pedro Martínez Torrijos pedía dos años y seis meses de prisión, y 8 años y 6 meses de inhabilitación absoluta. La condena tuvo eco en la prensa internacional y reacción contraria por partidos como Izquierda Unida o Podemos.
El 1 de marzo de 2018 el Tribunal Supremo revocó la condena a 1 año de prisión y 7 de inhabilitación que le había impuesto la Audiencia Nacional.